# Автошлях E78
Європейський маршрут Е78 — європейський автомобільний маршрут категорії А в Італії, що з'єднує міста Гроссето та Фано. Довжина маршруту — 286 км.
Маршрут Е78 проходить через міста Сієна, Монте-Сан-Савіно, Ареццо і Сансеполькро.
Е78 перетинається з маршрутами
- E80
- E35
- E55

## Див. Також
- Список європейських автомобільних маршрутів